# 上巴佐什
上巴佐什（法語：Bazoches-les-Hautes，法語發音：[bazɔʃ le ot]）是法国厄尔-卢瓦省的一个市镇，属于沙托丹区。

## 地理
上巴佐什（48°9'28"N, 1°48'29"E）面积16.98 平方千米，位于法国中央-卢瓦尔河谷大区厄尔-卢瓦省，该省份为法国北部内陆省份，北起顺时针与厄尔省、伊夫林省、埃松省、卢瓦雷省、卢瓦-谢尔省、萨尔特省和奧恩省接壤。
与上巴佐什接壤的市镇（或旧市镇、城区）包括：蒂耶勒佩讷、拜尼欧、博斯地区让维尔。
上巴佐什的时区为UTC+01:00、UTC+02:00（夏令时）。

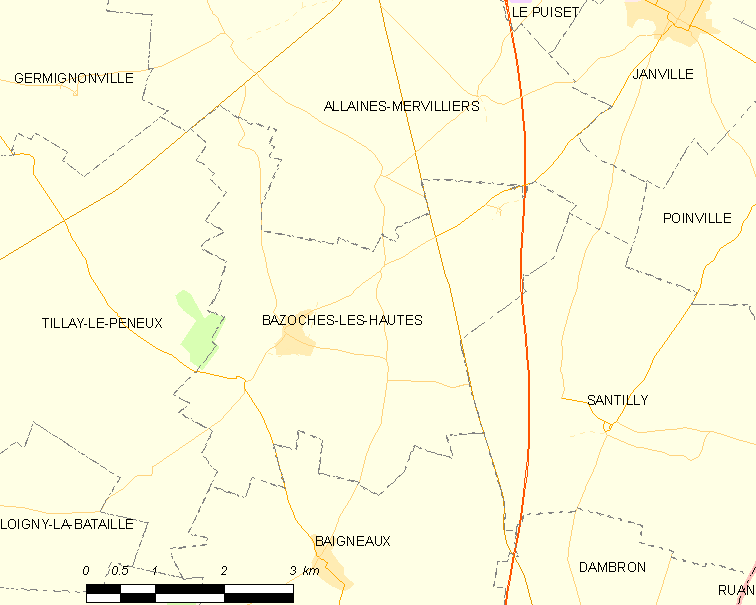
上巴佐什的OSM定位图

## 行政
上巴佐什的邮政编码为28140，INSEE市镇编码为28029。

## 政治
上巴佐什所属的省级选区为莱维拉日沃韦安县。

## 人口

1962-2008年间上巴佐什人口变化图示

上巴佐什于2022年1月1日时的人口数量为328人。